# Juju
Az 1981-es Juju a Siouxsie and the Banshees negyedik nagylemeze. Az előző albumtól eltérően visszatértek a gitáralapú hangzáshoz. Az albumon hivatalos tagként szerepel John McGeoch gitáros, akárcsak Budgie dobos.
Mind a kritikusok, mind a zenészek dicsérték. Szerepel az 1001 lemez, amit hallanod kell, mielőtt meghalsz című könyvben.

## Az album dalai
|    | Cím             | Szerző(k)                    | Hossz |
| -- | --------------- | ---------------------------- | ----- |
| 1. | Spellbound      | Sioux/McGeoch/Severin/Budgie | 3:17  |
| 2. | Into the Light  | Sioux/McGeoch/Severin/Budgie | 4:13  |
| 3. | Arabian Knights | Sioux/McGeoch/Severin/Budgie | 3:07  |
| 4. | Halloween       | Sioux/McGeoch/Severin/Budgie | 3:42  |
| 5. | Monitor         | Sioux/McGeoch/Severin/Budgie | 5:35  |
| 6. | Night Shift     | Sioux/McGeoch/Severin/Budgie | 6:06  |
| 7. | Sin in My Heart | Sioux/McGeoch/Severin/Budgie | 3:38  |
| 8. | Head Cut        | Sioux/McGeoch/Severin/Budgie | 4:24  |
| 9. | Voodoo Dolly    | Sioux/McGeoch/Severin/Budgie | 7:04  |

## Közreműködők
- Siouxsie Sioux – ének; gitár a Sin in My Heart-on
- Steven Severin – basszusgitár
- Budgie – dob, ütőhangszerek
- John McGeoch – gitár
- Nigel Gray és a Siouxsie and the Banshees – producer

## Fordítás
Ez a szócikk részben vagy egészben a Juju (Siouxsie and the Banshees album) című angol Wikipédia-szócikk ezen változatának fordításán alapul.  Az eredeti cikk szerkesztőit annak laptörténete sorolja fel. Ez a jelzés csupán a megfogalmazás eredetét és a szerzői jogokat jelzi, nem szolgál a cikkben szereplő információk forrásmegjelöléseként.